# Dion Sanderson
Dion Sanderson (Wednesfield, Inglaterra, 15 de diciembre de 1999) es un futbolista británico. Juega de defensa y su equipo es el Derby County F. C. de la EFL Championship.

## Trayectoria
Formado en las inferiores del Wolverhampton Wanderers, debutó en el primer equipo del club el 30 de octubre de 2019 ante el Aston Villa por la Copa de la Liga.
Las siguientes temporadas fue enviado a préstamo a clubes ingleses. El 5 de julio de 2022 fue cedido por segunda ocasión al Birmingham City. Tras esta última cesión fue adquirido en propiedad y firmó por cuatro años. A su vez fue nombrado capitán, no pudo ayudar al equipo a evitar el descenso a League One y en enero y agosto de 2025 fue prestado al Blackburn Rovers F. C. y al Derby County F. C. respectivamente.

## Clubes
| Club                                 | País       | Año       |
| ------------------------------------ | ---------- | --------- |
| Wolverhampton Wanderers F. C.        | Inglaterra | 2019-2023 |
| Cardiff City F. C. (préstamo)        | Gales      | 2020      |
| Sunderland A. F. C. (préstamo)       | Inglaterra | 2020-2021 |
| Birmingham City F. C. (préstamo)     | Inglaterra | 2021-2022 |
| Queens Park Rangers F. C. (préstamo) | Inglaterra | 2022      |
| Birmingham City F. C. (préstamo)     | Inglaterra | 2022-2023 |
| Birmingham City F. C.                | Inglaterra | 2023-     |
| Blackburn Rovers F. C. (préstamo)    | Inglaterra | 2025      |
| Derby County F. C. (préstamo)        | Inglaterra | 2025-     |

## Vida personal
Dion es sobrino de Tessa Sanderson, medallista de oro en jabalina en los Juegos Olímpicos de Los Ángeles 1984.